# Juan II de Sajonia-Lauenburgo
Juan II de Sajonia-Lauenburgo (h. 1275-22 de abril de 1322) era un hijo de Juan I, duque de Sajonia e Ingeborg Birgersdotter de Småland (h. 1253-30 de junio de 1302, en Mölln), una hija o nieta de Birger Jarl. Gobernó Sajonia conjuntamente con su tío Alberto II, y sus hermanos Alberto III y Erico II, primero tutelado por Alberto II, hasta que llegaron a la mayoría de edad. En 1296 Juan II, sus hermanos y su tío dividieron Sajonia en Sajonia-Wittenberg, gobernada por Alberto II, y Sajonia-Lauenburgo, gobernada conjuntamente por los hermanos entre 1296 y 1303 y posteriormente dividido entre ellos. Juan II entonces gobernó el ducado dividido de Sajonia-Mölln, más tarde ampliado para convertirse en Sajonia-Bergedorf-Mölln. En 1314 actuó como príncipe elector sajón en una elección de un rey alemán. 

## Biografía
Juan tenía una salud débil y quedó ciego siendo muy joven, de ahí que fuese considerado inferior entre sus hermanos. El padre de Juan II, Juan I, dimitió como duque en 1282 en favor de sus tres hijos, Alberto III, Erico I, y Juan II. Como todos eran menores, su tío, Alberto II, actuó como su regente. Juan II y sus hermanos llegaron a la mayoría de edad, compartieron el gobierno del ducado. El último documento que menciona a los hermanos y su tío Alberto II como duques sajones colegas se remonta al año 1295.
La partición definitiva de Sajonia en Sajonia-Lauenburgo, gobernada conjuntamente por Juan II y sus hermanos y Sajonia-Wittenberg, gobernada por su tío Alberto II, tuvo lugar el 20 de septiembre de 1296, momento en que Vierlande, Sadelbande (Land de Lauenburgo), el Land de Ratzeburg, el Land de Darzing (más tarde Amt Neuhaus), y el Land Hadeln son mencionados como territorios separados de los hermanos. Alberto II recibió Sajonia-Wittenberg alrededor de la ciudad epónima y Belzig
Juan II y sus hermanos al principio gobernaron conjuntamente Sajonia-Lauenburgo, antes de que la dividieran en tres partes, mientras que el exclave Land de Hadeln siguió siendo territorio gobernado conjuntamente en dominio trilateral. Juan II entonces conservó Mölln, partes de Sachsenwald (Bosque Sajón) y el Land de Ratzeburg al oeste del río Stecknitz.
En 1321 ganó más tarde Bergedorf (Vierlande) - con su castillo - de su hermano Erico I, que anteriormente había heredado la parte de Alberto III que ya había muerto en 1308. La rama ducal de Juan II pasó a conocerse entonces como Sajonia-Bergedorf-Mölln.
Siendo el hermano mayor Juan II actuó con éxito como príncipe elector sajón, un privilegio disputado entre los ducados de Sajonia-Lauenburgo y Sajonia-Wittenberg. En 1314 Juan II participó en la elección del rey de Alemania y el antirrey, Luis IV el bávaro de Wittelsbach y su primo Habsburgo Federico III, el bello.
Luis recibió cinco de los siete votos, es decir aquel del duque Juan II, que rivalizaba la pretensión del poder príncipe-elector sajón, arzobispo-elector Balduino de Tréveris, el legítimo rey-elector Juan de Bohemia, arzobispo-elector Pedro de Maguncia y príncipe-elector Waldemar de Brandemburgo.
Federico el hermoso recibió en la misma elección cuatro de los siete votos, con el depuesto rey-elector Enrique de Bohemia, ilegítimamente asumiendo poder electora, el arzobispo-elector Enrique II de Colonia, el hermano de Luis, el príncipe-elector Rodolfo I de Baviera del Electorado del Palatinado, y el duque Rodolfo I de Sajonia-Wittenberg, el primo de Juan rival por el poder electoral sajón. Sin embargo, Luis prevaleció como rey de Alemania.

## Matrimonio y descendencia

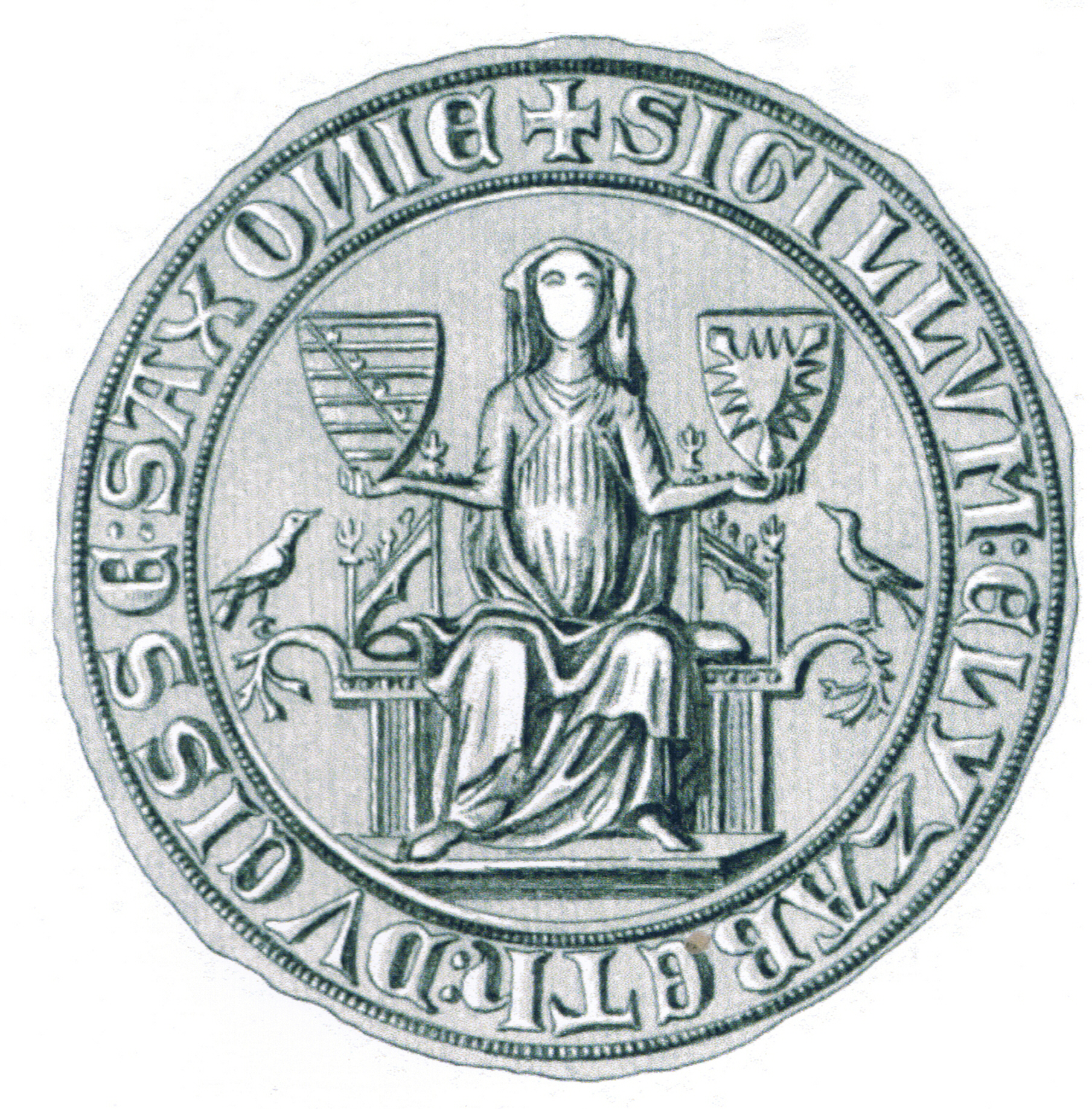
Sello de Isabel de Holstein-Rendsburg, h. 1318.

H. 1315 Juan II se casó con Isabel de Holstein-Rendsburg (h. 1300-1340), hermana del conde Gerardo III el grande. Juan e Isabel tuvieron el siguiente hijo:
- Alberto IV de Sajonia-Lauenburgo (1315-1343/1344).